# Tmesisternus szentivanyi
Tmesisternus szentivanyi là một loài bọ cánh cứng trong họ Cerambycidae.